# Генрих LXII
Генрих LXII (нем. Heinrich LXII; род. 31 мая 1785 — 19 июня 1854) — имперский князь из дома Рейсс, правитель княжества Рейсс-Шляйц в 1818—1848 годах, а также объединённого княжества Рейсс младшей линии в 1848—1854 годах. Сын предыдущего князя Рейсс-Шляйца Генриха XLII и княгини Каролины Гогенлоэ-Лангенбургской.

## Биография
Родился 31 мая 1785 года в Шляйце. Был четвёртым ребёнком и вторым сыном в семье графа Рейсс-Шляйца Генриха XLII и его жены Каролины Гогенлоэ-Лангенбургской. Имел старших сестер Кристину Филиппину и Фердинанду, которая ушла из жизни через два месяца после его рождения. Старший брат умер младенцем до его появления на свет. Впоследствии семейство пополнилось четырьмя младшими сыновьями, из которых выжил только Генрих LXVII. Жила семья в Шляйцком замке.
Принц получал образование в университетах Эрлангена и Вюрцбурга. Долгое время провел в Дрездене.
В 1818 году стал графом Рейсс-Шляйца после смерти отца, со вдохновением приступив к исполнению своих обязанностей. Пытался улучшить школьную систему и возможно улучшить образование по всем предметам. Украшал графство, особенно дороги, ведущие к Шляйцу. В 1837 г. Шляйцкий замок сильно пострадал от пожара. Восстанавливая его в течение следующих нескольких лет, заботился также об имении Генрисрух, увеличив территорию парка и добавив луг с тюльпанным деревом.
В 1848 году князь Рейсс-Лобенштайн Генрих LXXII отрекся от престола в его пользу. Земли Рейсс-Шляйца, Рейсс-Геры, Рейсс-Лобенштайна и Рейсс-Эберсдорфа вскоре были объединены в единое княжество Рейсс младшей линии. Столицей стал город Гера. В следующем году княжество получило конституцию. В 1851 году был собран ландтаг, а вскоре принят новый закон о выборах.
Умер Генрих LXII 19 июня 1854 года в Гере бездетным и холостым. Престол перешел к его младшему брату Генриху LXVII. Похоронен в княжеской крипте церкви Святой Марии в Шляйке.

## Награды
- Орден Чёрного орла (Королевство Пруссия).